# 리위안훙
리위안훙(중국어: 여원홍(黎元洪), 병음: Lí Yuánhóng, 1864년 10월 19일 ~ 1928년 6월 3일)은 청나라의 군인이자, 중화민국의 혁명가이다. 또한 중화민국의 제2, 3대 대총통을 지낸 정치인이다.

## 생애

### 초기 이력
1864년 10월 19일에 후베이성에서 태어났다.
1883년 톈진 북양수사학당(北洋水師學堂, 해군사관학교)에 입학하여 1889년 졸업하였다. 졸업 이후, 광둥성에서 복무하였다. 청일전쟁이 발발하자, 북양함대의 일원으로 참전하였으나, 일본군에게 전투함이 격침되어 바다에서 표류하던 중 구출되었다.
이후 양무운동의 실력자였던 장지동(張之洞)에게 발탁되어 신군을 조련하였고, 일본에 파견되어 군사학을 배웠다. 1906년 신군의 제21혼성협협통(混成協協統, 현재 제도로는 여단장급)이 되어 후베이성 우창에 주둔하였다.

### 신해 혁명
1911년 신해혁명이 발발하고 그가 지휘하던 신군이 혁명에 가담하자 리위안훙은 친구의 집에 몸을 숨겼다. 지휘관을 찾던 신군의 혁명당원은 리위안훙에게 후베이성 군정부 도독을 맡으라고 강요하여 떠밀려서 그자리를 맡았다. 그 뒤 쑨원을 임시 대총통으로 선출할 때 그는 혁명당원에 의해 임시 부총통에 선출되었다. 1912년 남경에 중화민국 정부가 수립된 이후 리위안훙은 다시 부총통을 맡았다.
위안스카이(袁世凱)가 스스로 황제에 오른 이후, 리위안훙을 왕에 봉하려고 하였으나, 리위안훙은 이에 반감을 느끼고 고사하였다.

### 총통 재직

#### 첫 번째 임기
1916년 위안스카이 사후, 6월 7일 리위안훙은 대총통에 취임하였고, 돤치루이(段祺瑞)는 총리에 취임하였다. 1917년 제1차 세계대전에서 독일에 선전포고를 하는 문제로 리위안훙과 돤치루이는 권력투쟁을 벌였다. 리위안훙 돤을 해임했고, 돤치루이는 자신을 따르는 각 성의 군벌들에게 중앙정부에 대해 독립을 선포하라고 시켰다. 리위안훙은 급히 장쉰(張勳)에게 병력을 이끌고 베이징으로 와서 화해를 주선하도록 요구했지만, 장쉰은 이를 기회로 베이징에서 청나라의 마지막 황제인 선통제의 복위를 꾀했다. 장쉰은 리위안훙에게 국회를 해산하라고 명령했지만, 리위안훙 이를 거절하고 일본대사관으로 도피했다.
돤치루이는 군사를 모아 장쉰을 토벌했고, 12일후 선통제 복벽사건은 소동으로 끝나고 말았다. 이후 리위안훙의 총통직무는 부총통이었던 펑궈장(馮國璋)이 대리하게 되었다. 이후 쉬스창(徐世昌)이 총통직에 오른다.

### 두 번째 임기
1922년 직계 군벌과 봉계 군벌 사이의 전쟁인 직봉전쟁이 터지자 쉬스창은 하야하였고, 리위안훙이 다시 쉬스창을 이어 두 번째로 총통직에 취임하였다. 그러나 1923년 6월 부정한 선거운동을 펼친 차오쿤(曹锟)에게 선거(국회에서 뽑는 간선제였다)에서 졌고, 차오쿤이 차기 총통에 당선되었다.

### 이후
이후, 리위안훙은 톈진 조계에서 머무르면서 사업으로 큰 재산을 모았다. 그리하여 만년에 풍족한 생활을 보냈고, 교육사업에 많은 기부를 하였다. 1928년 톈진의 영국 조계에서 사망하였다. 1935년 중화민국 정부는 그에게 국장을 거행해주었다.

## 자녀
- 장녀 리샤오펀(黎绍芬, 1901년 6월 16일 ~ 1966년 12월 9일)
- 장남 리샤오지(黎绍基, 1903년 7월 7일 ~ 1983년 1월 31일)
- 차녀 리샤오팡(黎绍芳, 1906년 12월 29일 ~ 1945년 4월 15일)
- 차남 리샤오예(黎绍业, 1911년 7월 29일 ~ 1996년 2월 9일)

## 같이 보기
- 신해혁명
- 쑨원
- 위안 스카이
- 천두슈
- 장제스

## 역대 선거 결과
| 선거명      | 직책명               | 대수 | 정당   | 득표율 | 득표수 | 결과 | 당락 |
| ----------- | -------------------- | ---- | ------ | ------ | ------ | ---- | ---- |
| 1911년 선거 | 중화민국 임시 대총통 | 1대  | 무소속 | 0%     | 0표    | 3위  | 낙선 |
| 1911년 선거 | 중화민국 임시 부총통 | 1대  | 무소속 | 100%   | 17표   | 1위  |      |
| 1913년 선거 | 중화민국 부총통      | 1대  | 진보당 | 83.59% | 601표  | 1위  |      |